# Komortrast
Komortrast (Turdus bewsheri) är en fågel i familjen trastar inom ordningen tättingar.

## Utseende och läte
Komortrasten är en typisk trast i form och storlek, men fjäderdräkten är ovanligt brun. Färg och mönster undertill varierar mellan öarna, där fåglar på Grande Comore har enfärgat ljusbrun undersida, de på Mohéli mörkare fläckning undertill och fåglar på Anjouan är fjälliga. Sången består av en för trastar typisk blandning av visslingar och darrande toner. Även läten som "pik", korta drillar och ljusa "seet" kan höras.

## Utbredning och systematik
Komortrast förekommer som namnet avlöjar i ögruppen Komorerna. Den delas in i tre underarter med följande utbredning:
- Turdus bewsheri comorensis – Grande Comore
- Turdus bewsheri moheliensis – Mohéli
- Turdus bewsheri bewsheri – Anjouan

## Levnadssätt
Komortrasten hittas i fuktig skog, ungskog och plantage. Den ses mestadels på hög höjd, dock ner till havsnivå på vissa ställen.

## Status
Komortrasten har ett litet utbredningsområde. Den tros också minska i antal till följd av avskogning. IUCN kategoriserar arten som nära hotad.

## Namn
Fågelns vetenskapliga artnamn hedrar Charles E. Bewsher, en brittisk bankman och samlare av specimen boende på Mauritius.